# 盧煥剛
盧煥剛，是一名臺灣歌手，偶像團體M4成員。

## 出道經歷
2018年3月14日盧煥剛與陳奕廷、鄭喬意和潘睿睿組成男子偶像團體M4出道，推出首張迷你專輯《迷戀》。

## 音樂作品

### 迷你專輯
- 《這不是情歌》（2014年）

### 錄音室專輯
- 《白日夢》（2016年）

## 外部連結
- 盧煥剛的Instagram帳戶（繁體中文）
- 盧煥剛的Facebook專頁（繁體中文）
- YouTube上的盧煥剛頻道（繁體中文）